# Caculé (ort)
Caculé är en ort i Brasilien.   Den ligger i kommunen Caculé och delstaten Bahia, i den östra delen av landet, 600 km öster om huvudstaden Brasília. Caculé ligger 584 meter över havet och antalet invånare är 12 143.
Terrängen runt Caculé är huvudsakligen platt. Caculé ligger nere i en dal. Runt Caculé är det ganska glesbefolkat, med 24 invånare per kvadratkilometer.. Det finns inga andra samhällen i närheten.
Omgivningarna runt Caculé är huvudsakligen savann.